# Hotel Ucrania (Kiev)
El Hotel Ucrania (en ucraniano: Готель Україна) es un hotel de cuatro estrellas situado en el centro de la ciudad de Kiev, capital de Ucrania. El hotel fue construido en 1961 como el hotel "Moscú" en un lugar que originalmente fue ocupado por el primer rascacielos de Kiev, la Casa Ginzburg. La construcción del hotel finalizó el conjunto arquitectónico de la calle principal de Kiev Khreshchatyk el que formó la reconstrucción de la posguerra en el centro de Kiev. El hotel es de propiedad estatal y pertenece a la Administración Estatal de Asuntos. 